# Марек Дялога
Марек Дялога (словац. Marek Ďaloga; народився 10 березня 1989 у м. Зволен, ЧССР) — словацький хокеїст, захисник. Виступає за ХКм «Зволен» у Словацькій Екстралізі.
Виступав за ХКм «Зволен», ХК «07 Детва», ХК «Спішска Нова Вес».
У складі національної збірної Словаччини провів 4 матчі. У складі молодіжної збірної Словаччини учасник чемпіонатів світу 2008 і 2009. У складі юніорської збірної Словаччини учасник чемпіонату світу 2007.